# 도모역
도모(고료 학원 앞)역(일본어: 伴(広陵学園前)駅, とも(こうりょうがくえんまえ)えき 토모(코료가쿠엔마에)에키[*])은 일본 히로시마현 히로시마시 아사미나미구에 있는 히로시마 신교통 1호선의 역이다. 부역명은 "고료 학원 앞(広陵学園前)"이다.
| 1 | ■ 하행 | 도모추오 · 고이키코엔마에 방면                                                               |
| 2 | ■ 상행 | 다카도리 · 비샤몬다이 · 나카스지 · 기온신바시키타 · 우시타 · 하쿠시마 · 조호쿠 · 혼도리 방면 |

히로시마 고속 교통의 도모 역은 섬식 승강장 1면 2선의 구조를 갖춘 고가역이다.

## 같이 보기
- 히로시마 고속 교통 히로시마 신교통 1호선
- 히로시마 고속 교통

| 히로시마 고속 교통 히로시마 신교통 1호선 | 히로시마 고속 교통 히로시마 신교통 1호선 | 히로시마 고속 교통 히로시마 신교통 1호선 |
| ---------------------------------------- | ---------------------------------------- | ---------------------------------------- |
| 조라쿠지 혼도리 방면                     | ■ 아스트램 라인                          | 오바라 고이키코엔마에 방면               |